# 第54回朝日新聞社杯競輪祭
第53回朝日新聞社杯競輪祭は、2012年11月29日から12月2日まで、小倉競輪場で行われた競輪のGI競走である。

## KEIRINグランプリ2012への道のり
当大会は、当年12月30日に京王閣競輪場で行われる、KEIRINグランプリ2012の出場権をかけた最後の一戦となった。当大会開幕直前までに、同レースへの優先出場権を得た選手は以下の4名。
| 成田和也 | 第65回日本選手権競輪 優勝                         |
| 武田豊樹 | 第63回高松宮記念杯競輪 優勝                       |
| 佐藤友和 | 第21回寬仁親王牌・世界選手権記念トーナメント 優勝 |
| 山崎芳仁 | 第55回オールスター競輪 優勝                       |

残る5名は、当大会の優勝者ないし、当年12月2日時点における獲得賞金上位者から選出されるが、以下の3名が獲得賞金上位者として出場を確定させていた（獲得賞金額順位は当年当大会開幕直前時点による）。
- 深谷知広 - 獲得賞金額 第4位
- 長塚智広 - 同 第6位
- 村上義弘 - 同 第7位

以上の前提に立ち、実質的に決勝戦が行われるまでに残った椅子は2名。そして残る2名の争いは、
- 岡田征陽 - 同 第8位
- 浅井康太 - 同 第9位

の2名に加え、下記に記す決勝戦のメンバーということになった。この決勝戦で、既に優先出場権を獲得している成田と武田、賞金上位で出場が確定していた長塚以外の6名の内、決勝戦当日開催前時点では、獲得賞金額第15位神山雄一郎と獲得賞金額第17位伏見俊昭以外の4名は、当大会で優勝しなければ出場権を得られず、同 15位神山と同 17位伏見は2着以内であれば出場できる可能性があった。しかし決勝戦当日、岡田が5レースの選抜戦で勝利したため、伏見も他の4人の選手と同様優勝する以外、出場権を獲得できなくなった。

## 決勝戦

### 競走成績
- 12月2日（日）[3]
- 誘導員…片山彰（福岡）

| 着順 | 車番 | 選手       | 登録地 | 着差    | 決まり手 | 上がり(秒) | H/B | 特記 |
| ---- | ---- | ---------- | ------ | ------- | -------- | ---------- | --- | ---- |
| 1    | 5    | 武田豊樹   | 茨城   |         | 捲り     | 11.5       |     |      |
| 2    | 2    | 長塚智広   | 茨城   | 3/4車身 | マーク   | 11.4       |     |      |
| 3    | 9    | 飯嶋則之   | 栃木   | 1車身   |          | 11.3       |     |      |
| 4    | 3    | 成田和也   | 福島   | 1/2車輪 |          | 11.4       |     |      |
| 5    | 8    | 後閑信一   | 東京   | 3車身   |          | 11.8       |     |      |
| 6    | 4    | 藤木裕     | 京都   | 1/2車輪 |          | 12.0       | HB  |      |
| 7    | 1    | 山口幸二   | 岐阜   | 3/4車身 |          | 12.0       |     |      |
| 8    | 6    | 神山雄一郎 | 栃木   | 1/2車輪 |          | 11.7       |     |      |
| 9    | 7    | 伏見俊昭   | 福島   | 1/2車輪 |          | 11.6       |     |      |

### 配当金額
| 枠番二連勝複式 | 2=4   | 450円   |
| 枠番二連勝単式 | 4-2   | 960円   |
| 車番二連勝複式 | 2=5   | 460円   |
| 車番二連勝単式 | 5-2   | 930円   |
| 三連勝複式     | 2=5=9 | 3500円  |
| 三連勝単式     | 5-2-9 | 10420円 |
| ワイド         | 2=5   | 280円   |
| ワイド         | 5=9   | 1250円  |
| ワイド         | 2=9   | 730円   |

### レース概略
武田－長塚が2角から捲ると3番手だった神山が離れ、武田－長塚－成田－飯嶋となる。そのまま武田が押し切ってGI今季2勝目。武田を交わせなかった長塚は、競輪祭連覇を果たせず。
このレースの結果、グランプリの残る2名の椅子の座は、8位浅井康太と9位岡田征陽に決まった。このうち岡田は初のグランプリ出場となる。

## 山口幸二が現役引退
当大会決勝戦で7着に終わり、当年のグランプリ出場を果たすことができなかった山口幸二（獲得賞金額第18位、44歳）が、決勝戦施行2日後となる当年12月4日、JKAで引退記者会見を行い、S級S班のまま24年間の現役生活にピリオドを打った。

## 実況アナウンサー
今大会、ファン投票によって選ばれた実況アナウンサーは以下の通りである。
- 初日…池田牧人（函館競輪場）
- 2日目…橋本悠督（当時小倉競輪場ミッドナイト開催）
- 3日目…久保山喜太郎（平塚競輪場）
- 4日目（最終日）…鈴木佳文（伊東温泉競輪場）

## 特記事項
- 決勝戦の地上波中継は、九州朝日放送[注 1]の制作により放送された。前年までとは違いテレビ朝日では放送されなかった。決勝戦のネット局は、BS日テレ（日本テレビ系のBS放送）、テレビ神奈川、テレビ埼玉、チバテレビ、とちぎテレビ、群馬テレビ（以上JAITS）、メ〜テレ、朝日放送（以上テレビ朝日系列）、テレビ高知、熊本放送。

- 四日間の総売上は99億1698万3000円で、目標額の110億円には届かなかった。